# Batcham
Batcham est une commune du Cameroun située dans la région de l'Ouest et le département de Bamboutos, chefferie traditionnelle de 1er degré.

## Géographie
La localité de Batcham, est située sur la route provinciale P15 (axe Mbouda-Baleveng) à 10 km au sud-ouest du chef-lieu départemental Mbouda.
| Wabane    | Babadjou     | Mbouda |
| Nkong-Zem | Batcham      | Mbouda |
| Nkong-Zem | Penka-Michel |        |

## Histoire

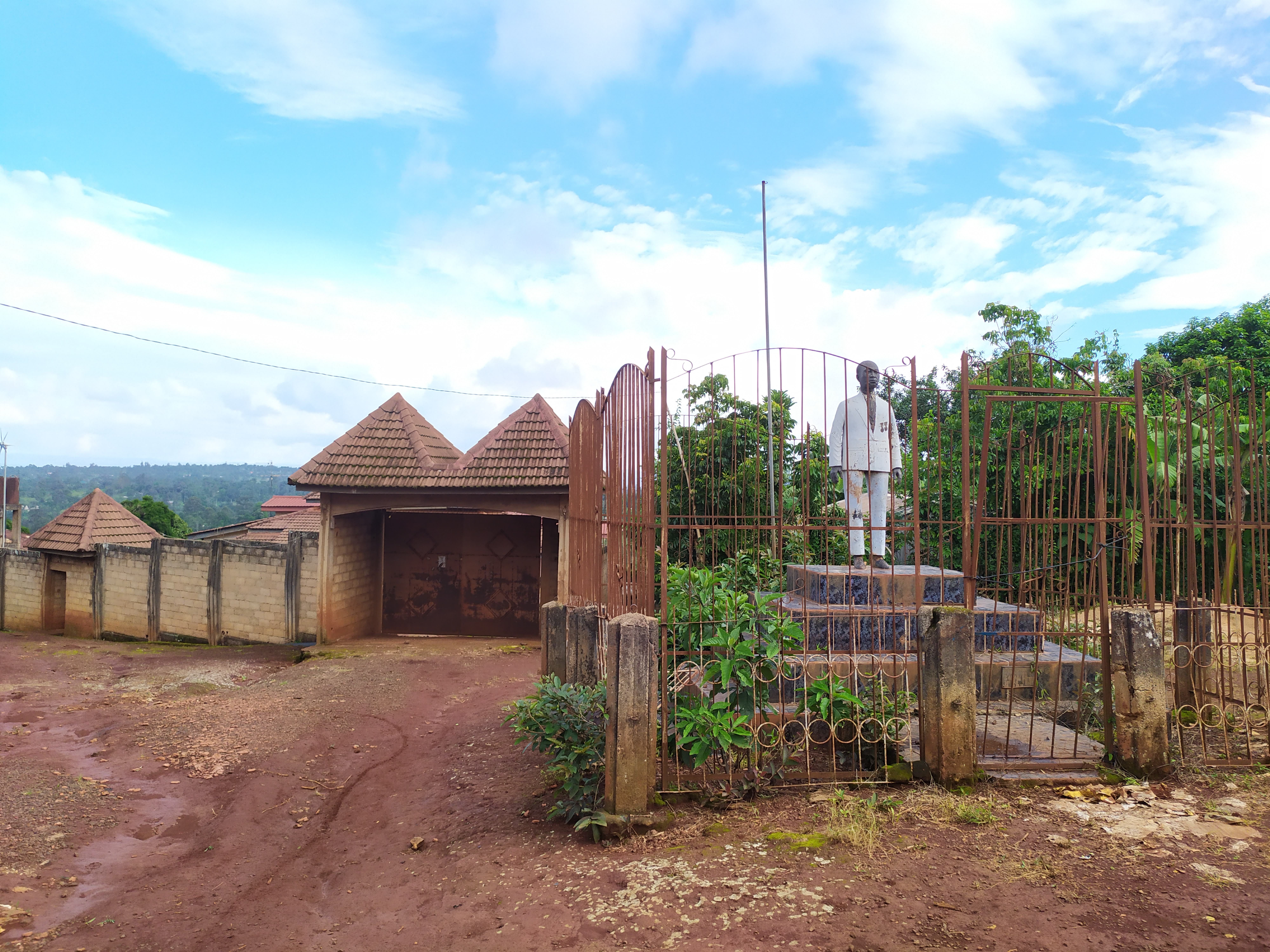
Tombe avec monument, à l'entrée d'une maison d'habitation

La commune est créée en 1963 par démembrement de la commune de Mbouda.
La commune Batcham vient du nom Patsoon dérivé du mot Ngiemboon tsoon qui signifie miséricorde. Cette appellation vient du fait qu’à l’origine, Batcham est une terre d’accueil pour les réfugiés ou les exilés d’autres villages et contrées de la région des Grasslands. 

## Population

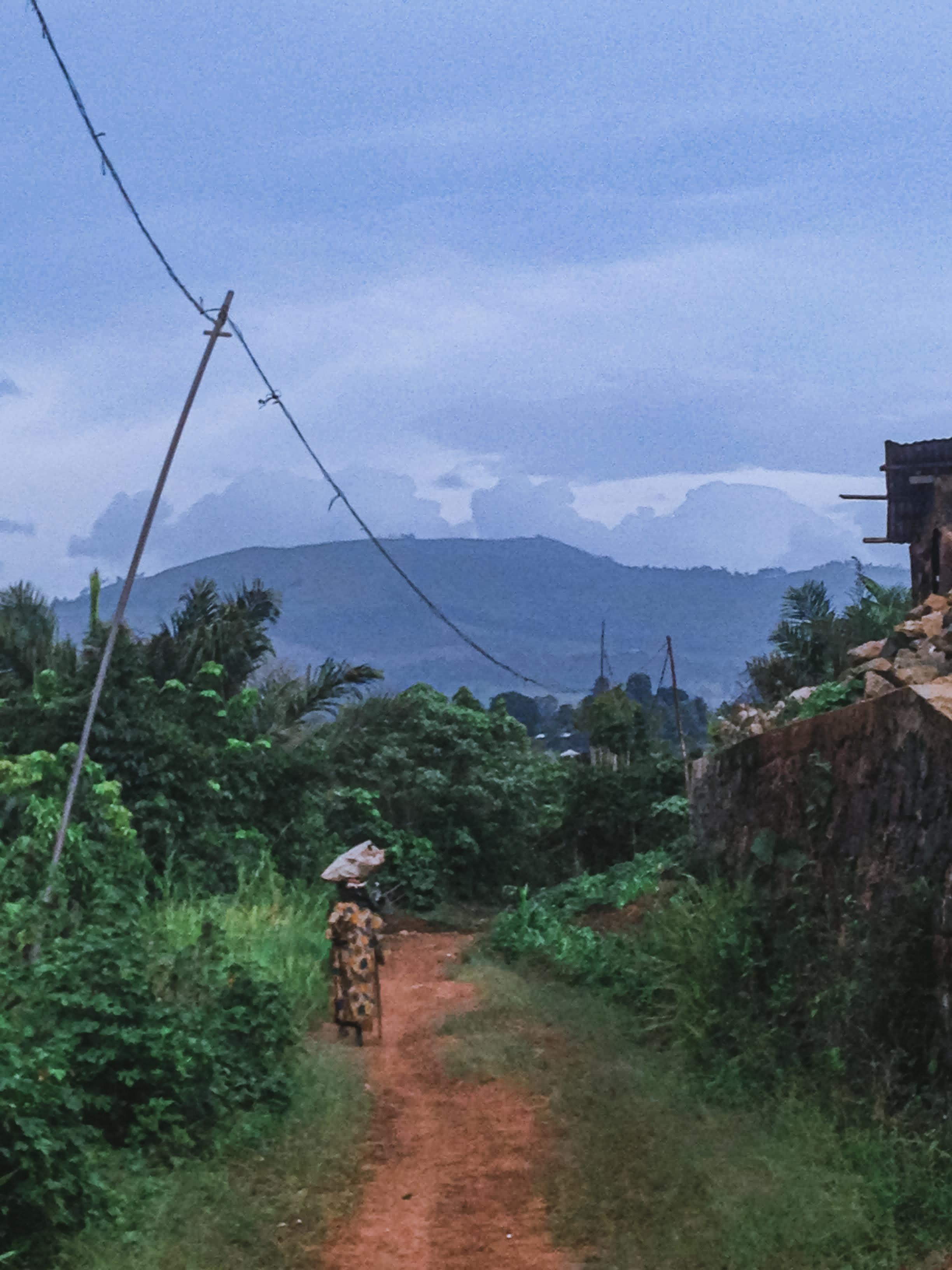
Une femme rentrant chez elle, à l'ouest de Bangang.

Lors du recensement de 2005, la commune comptait 83 817 habitants, dont 13 068 pour Batcham Ville.
Cette population est à majorité jeune et dynamique dans le secteur agropastoral. La densité est une des plus fortes en Afrique.

## Chefferies traditionnelles
L'arrondissement de Batcham compte deux chefferies traditionnelles de 1er degré, une de 2e degré et près de 140 chefferies de troisième degré, :
- Chefferie Batcham, 1er degré
- Chefferie Bangang, 1er degré
- Chefferie Bamougong, 2e degré

## Structure administrative de la commune

### Batcham Ville
La zone urbaine de Batcham Ville est constituée de quatre quartiers : Batoumoc 1, Batoumoc 2, Centre urbain I, Centre urbain II.

### Autres groupements
Outre Batcham proprement dit, la commune comprend les localités suivantes :
- Baghang
- Baladjeutsa
- Balafotio
- Balena
- Balouo
- Bambie
- Bameboro
- Bameleu
- Bamendjo
- Bamenka
- Bamougong
- Bangang
- Bangouo
- Bapepa
- Bassouka
- Lafotio
- Letsi
- Mbiété
- Mbwé
- Mehue
- Montané
- Mougong
- Ntcheupi
- Ntialong
- Ntsa
- Ntsie
- Nzindong
- Tchuélekwe
- Wang

## Enseignement

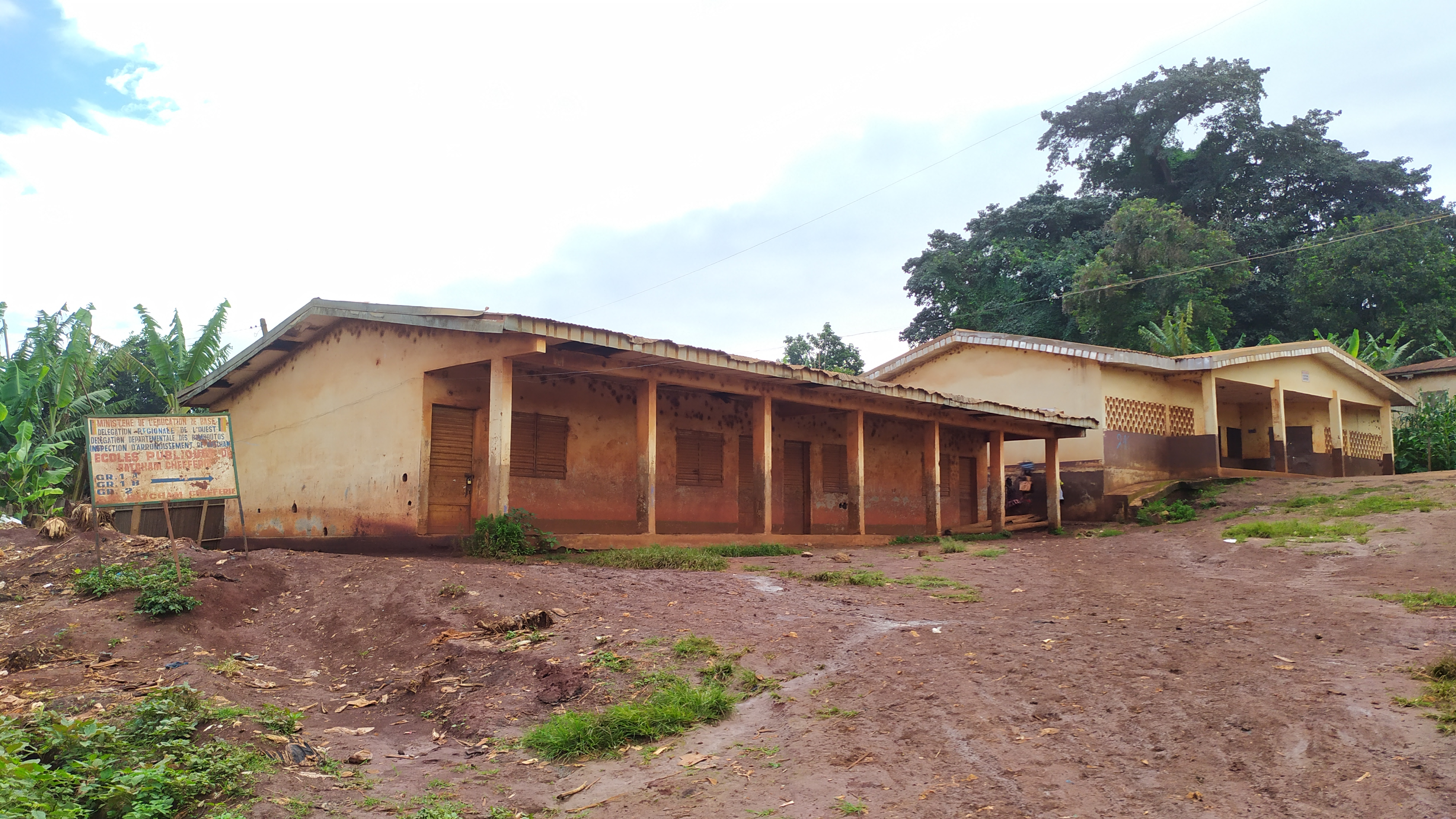
Ecole Publique de Batcham Chefferie

La Commune de Batcham compte en tout :
- 6 écoles Maternelles Publiques et Privées ;
- 46 écoles Primaires Publiques ;
- 38 écoles privées

Pour un total Total de 25 725 élèves des écoles Publiques et Privées :
- 7 établissements secondaires ;
- 1 établissement Secondaire d'enseignement Technique ;
- 3 lycées.

Autres établissements Post primaires :
- 4 Centres de Formation ;
- 1 SAR\SM ;
- 5 autres centres de Formations féminines et d'insertion.

Il faut noter que la SAR/SM de Batcham fait actuellement face comme tous les autres établissements scolaires au phénomène reculant de la désertification des cours par les élèves pour se lancer dans la quête du pain quotidien. Un projet de Création d'un Centre Communautaire des Jeunes de Batcham est actuellement en étude. Il s'agit du Projet CASE ROSE qui redonnera espoir aux Jeunes sous-scolarisés ou non de Batcham.

## Santé
La Commune constitue ordinairement un district de santé comprenant 12 aires de santé avec au moins trois formations sanitaires dans chaque aire.

### Plateau technique
- Infirmiers et aides-soignants
- Techniciens de santé
- Médecins (4)

## Économie

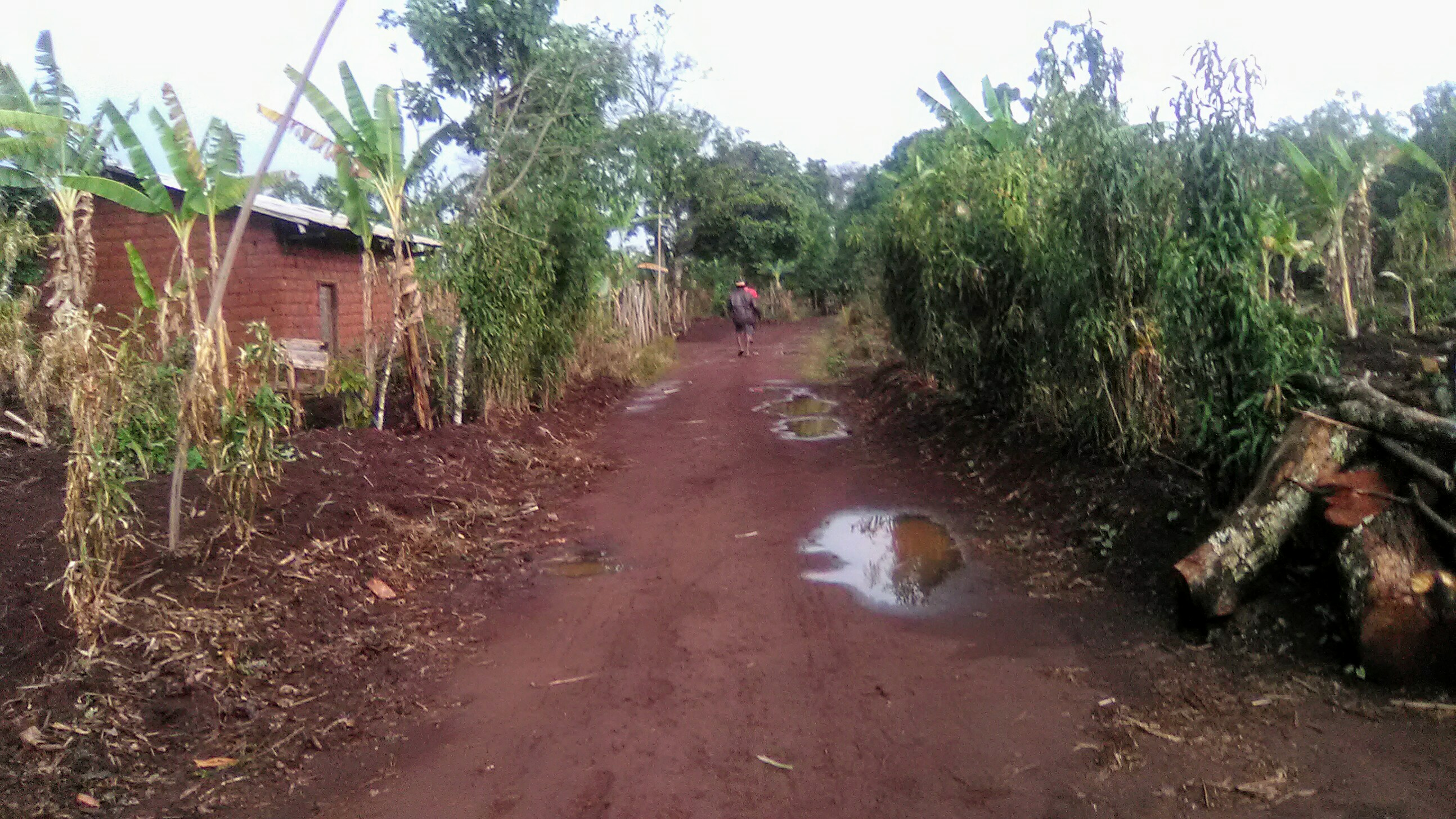
Route à Bamougong.

La population de Batcham vit de l'agriculture, de l'élevage, du petit commerce et du transport. Les terres cultivables sont très réduites, vu la forte densité de la population. Les cultures de rente sont presque réduites à leur plus simple expression. Les cultures maraîchères se pratiquent dans les bas fonds et sur le versant des Monts Bamboutos. Le produit est revendu dans les grandes métropoles et une partie exportée vers quelques pays voisins : le Gabon, la République du Congo, la Guinée équatoriale, etc.
Les populations se regroupent en GIC et font l'élevage des porcs et volaille. Il y a 2 grands marchés périodiques dont la construction est une priorité. C'est dans ces marchés qu'il y a des échanges entre les populations de la commune et celles des communes voisines voire des provinces voisines.

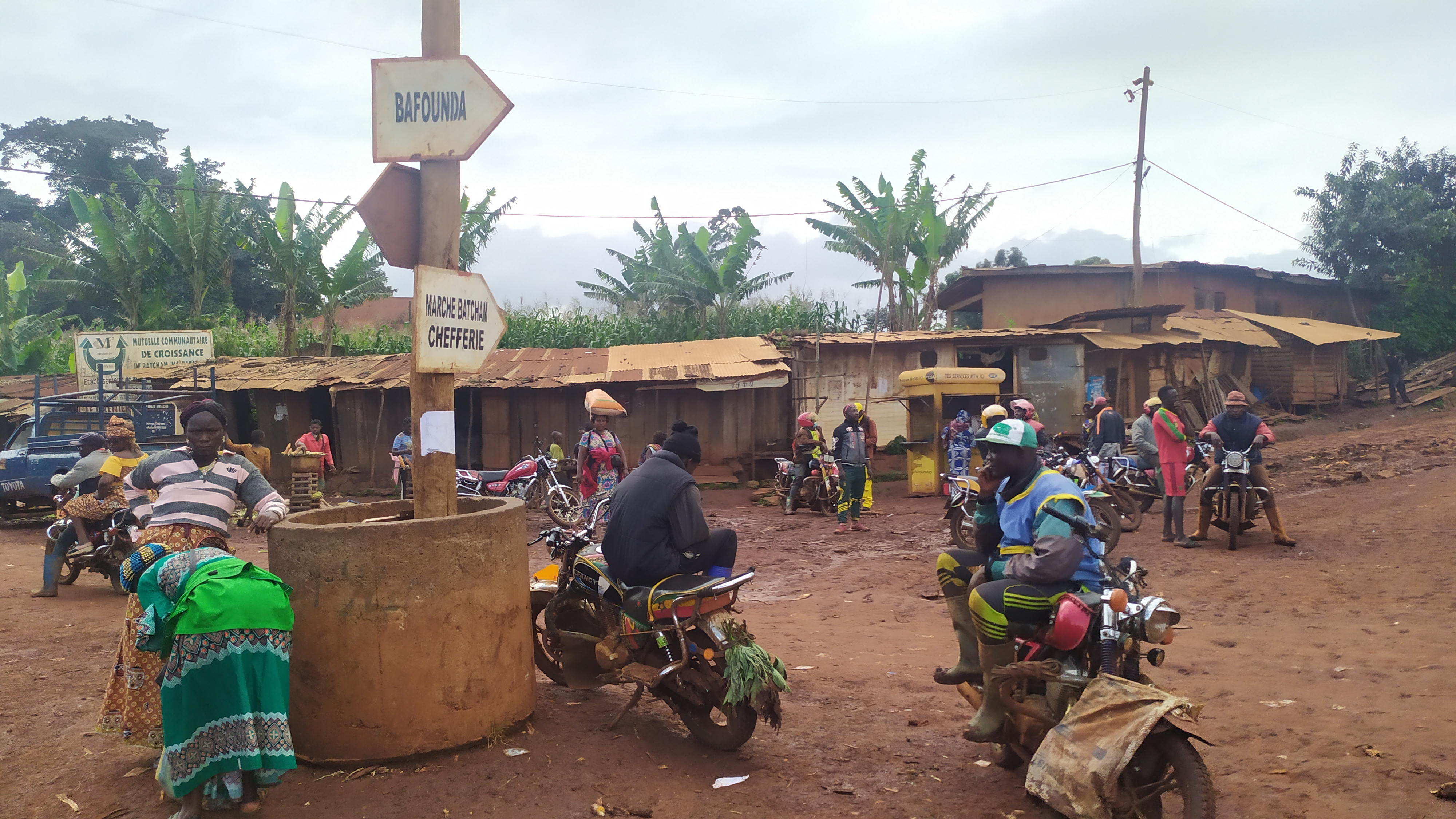
Entrée marché Batcham chefferie

 Si l'espace cultivable pose un problème sérieux, il y a cependant de vastes étendues pierreuses qui nourrissent quelques débrouillards. Une exploitation moderne et judicieuse de ces pierres ferait de la commune l'une des plus riches du pays. Un groupement comme Bangang exploiterait la pierre transformée sous toutes ses formes : moellons, graviers, sables... Ce n'est qu'un exemple parmi tant d'autres.